# 伽瑪衰變
γ衰變，又稱伽瑪衰變，是放射性衰變的一種形式，為激發態原子核以γ射線的形式放出能量而回復到基態的核衰變過程。
γ衰變時，母核及子核的質量數、質子數及中子數均無變化，僅核能態有所改變。由於此衰變不涉及質量或電荷變化，故並沒有特別重要的化學反應式，但仍可著量寫成：
{\displaystyle X^{*}\;\to \;X+\gamma \;}
代表母核X處於較高能階的激發態。
γ衰變所釋放的γ射線是一種電磁輻射，是亞原子粒子相互作用產生的特定頻率的電磁波，例如來自電子對湮沒和放射性衰變；γ射線最多產生自星際空間的核反應。

## 概述
γ衰變不是單獨引起的，其發生往往緊隨在其他形式的衰變（如α衰變或β衰變等）發生之後。許多放射性核素發生α衰變或β衰變後，產生的子核處於高能階的激發態，激發態原子核通常會在極短時間內（約10−12秒）放出γ射線並衰變為較低的核能態，該過程稱為γ衰變。例如鈷-60（60
Co
）β衰變後會產生激發態的鎳-60（60
Ni
*），激發態鎳-60會馬上放出兩束能量分別為1.17及1.33MeV的γ射線，衰變為基態60
Ni
。
某些激發態原子核的半衰期比一般的激發態原子核的半衰期要長（通常達到100~1000倍的時間），被稱作處於“亞穩態”。 “亞穩態”一詞通常指半衰期大於10−9秒的激發態原子核，有些種類可以達到數分鐘、數小時甚至數年。亞穩態原子核由於具有可測量的較長半衰期，在核物理學上被視為和基態原子核不同的核素，稱作核同质异能素。核同质异能素發生的γ衰變也被稱為同质异能跃迁，不過除了發生衰變前的原子核的亞穩態能持續較長時間外，這一過程和一般激發態原子核的γ衰變並沒有區別。例如鉬-99（99
Mo
）β衰變後會產生亞穩態的鎝-99m（99m
Tc
），是鎝的核同质异能素，半衰期長達6小時，會放出能量為140KeV的γ射線，衰變為基態鎝-99（99
Tc
）。

## 參閱
- γ射線
- 放射性
- α衰變
- β衰變
- α粒子
- β粒子